# Військово-морська академія імені Героїв Вестерплатте

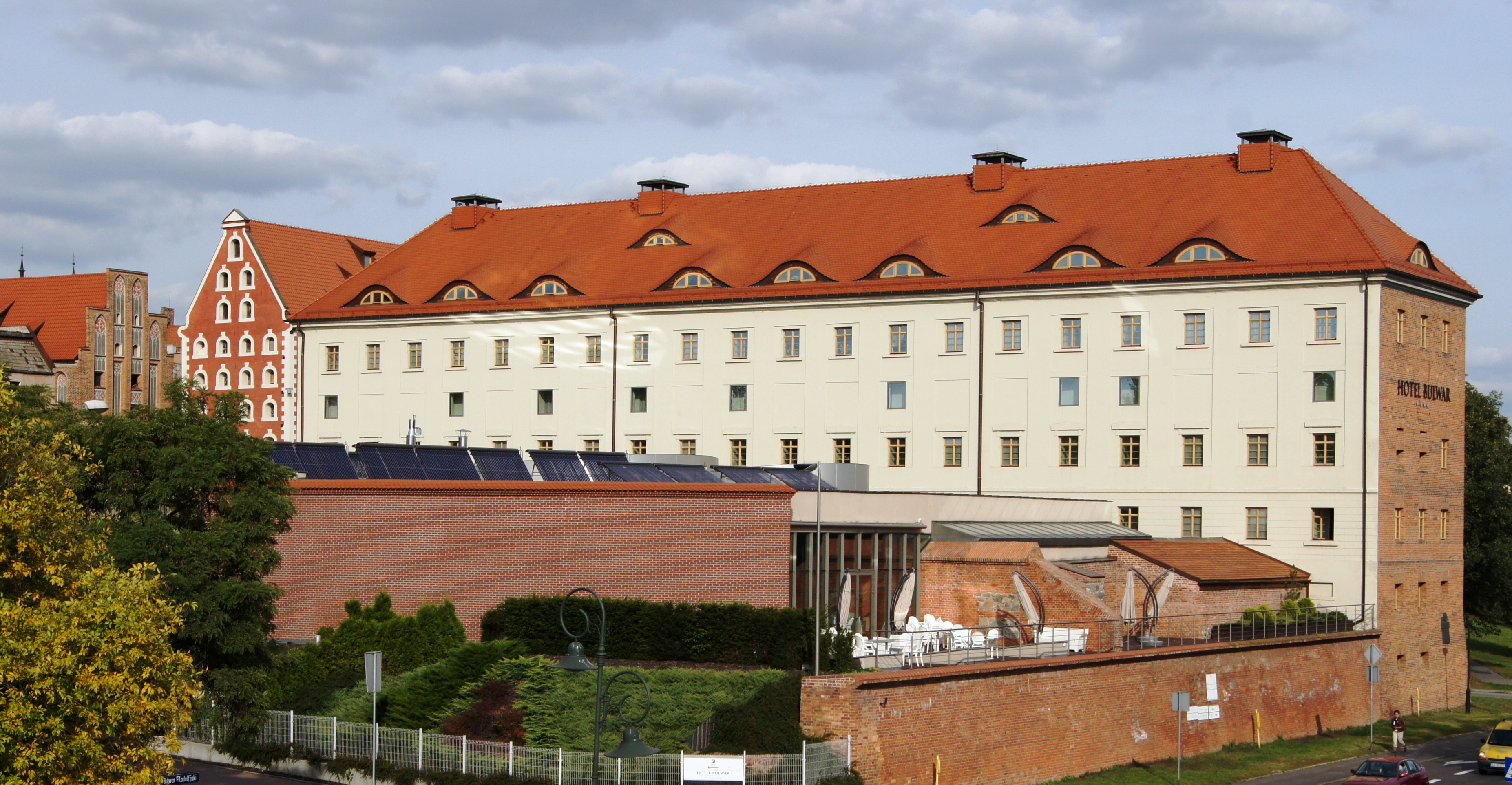
Колишній штаб Військово-морської офіцерської школи в Торуні, нині готель «Бульвар»

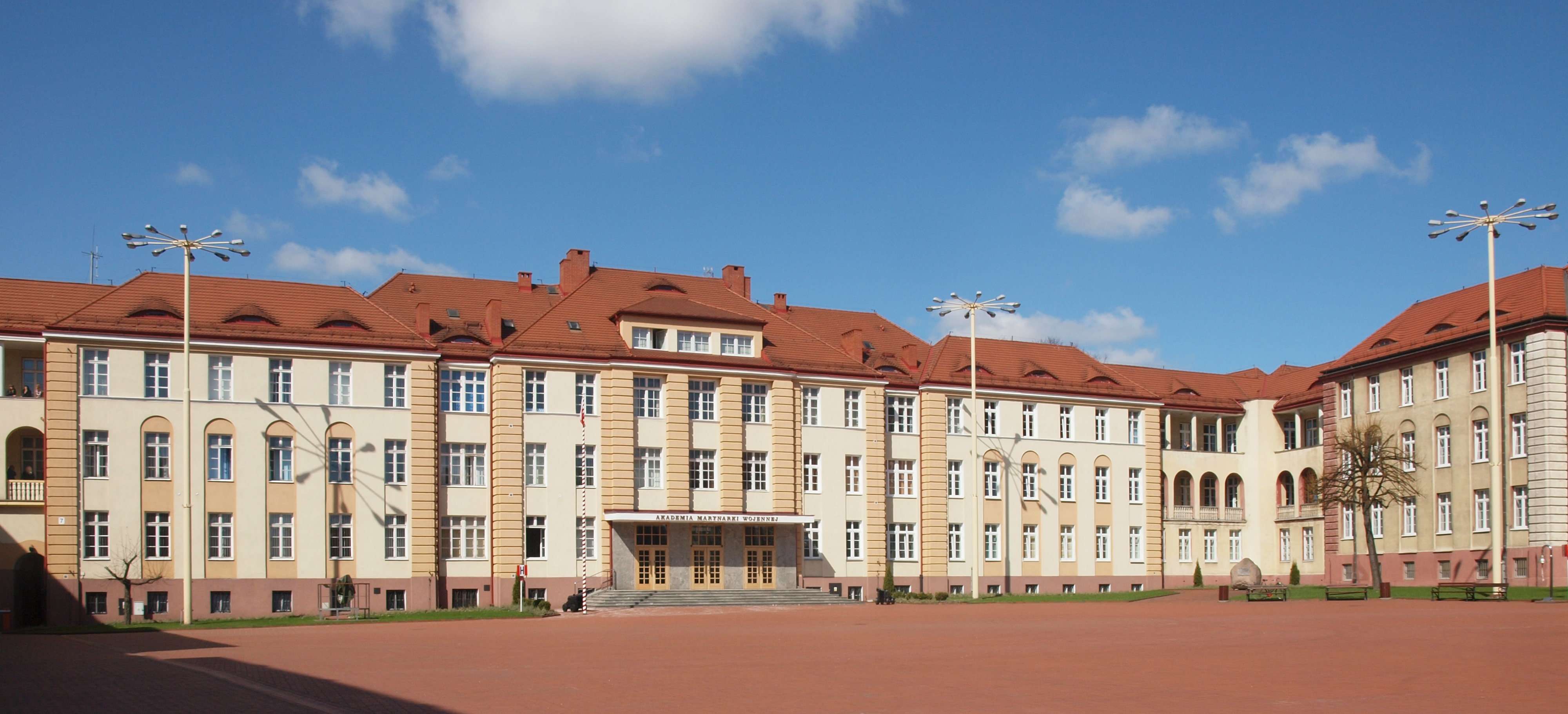
Департамент морського командування та операцій AMW

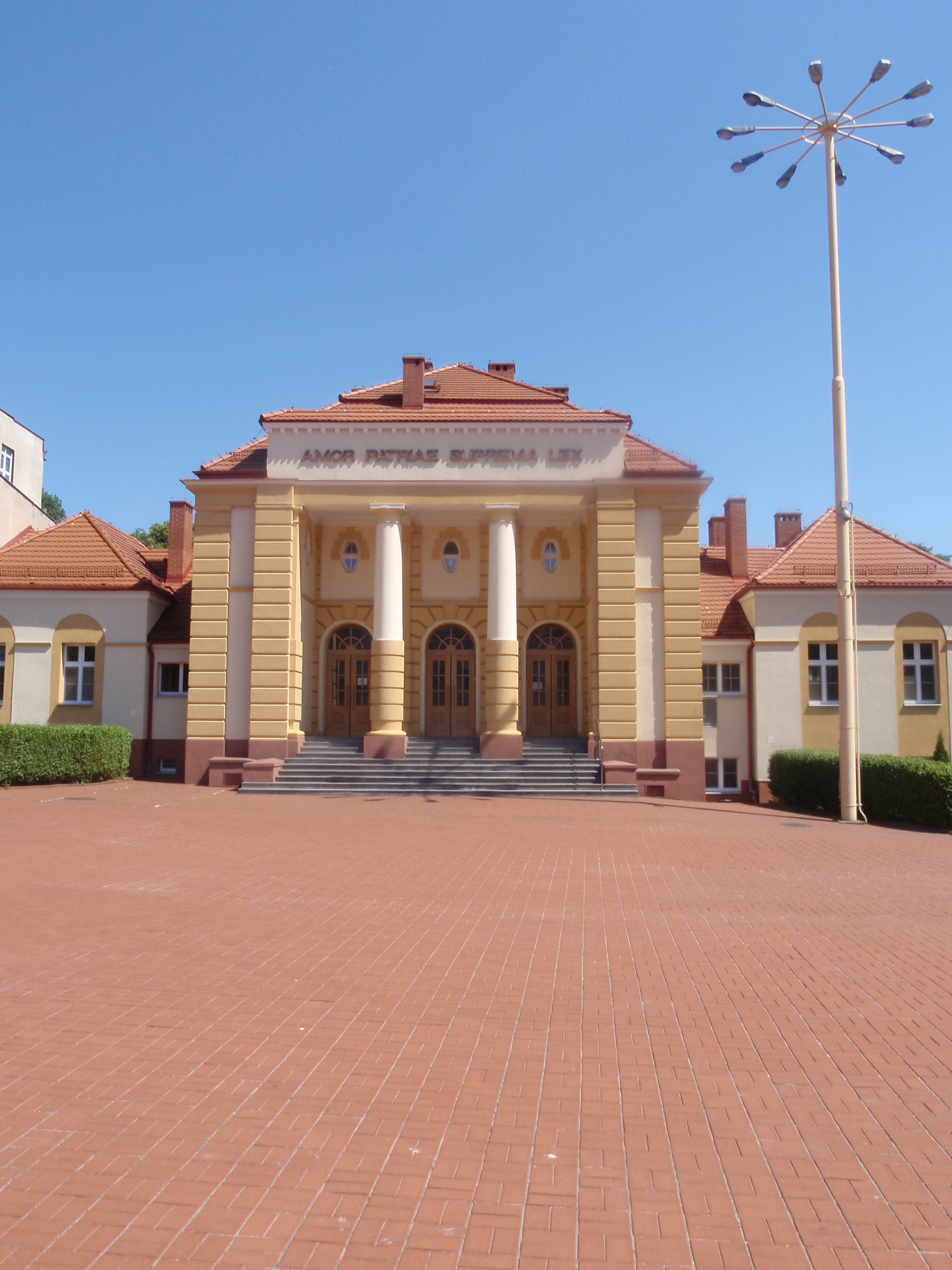
Двір Військово-морської академії, будівля, позначена написом «AMOR PATRIAE SUPREMA LEX» («Любов до Батьківщини, верховний закон»)

Військово-морська академія імені Героїв Вестерплатте (пол. Akademia Marynarki Wojennej im. Bohaterów Westerplatte) — заклад вищої військової освіти у польській Гдині, заснований у 1922 році. Безпосередньо підпорядкований Міністерству національної оборони Польщі.

## Історія
20 березня 1921 року в Торуні сформовані тимчасові курси для офіцерів, які були тимчасовою формою і складалися з підготовки офіцерів та унтер-офіцерів сухопутних військ для служби на військових суднах.
6 листопада 1922 року в Торуні створено Офіцерську школу військово-морського флоту, яка 19 жовтня 1928 року перейменована у Школу морських офіцерів.
Після початку Другої світової війни, 25 листопада 1939 року за наказом керівника військово-морського флоту Юрія Свірського Школа морських офіцерів відновлена у Великій Британії.
8 січня 1946 року головнокомандуючий Польської Народної Армії Міхал Рола-Жимерський доручив створити військову морську школу. 1 лютого того ж року керівником ВМС Польщі видано наказ про створення морської школи у Гдині, після чого Школа морських офіцерів була розпущена.
Постановою Ради Міністрів Польщі від 11 червня 1955 року на базі Військово-морської військової школи та Вищої військової школи з правами академії створено Морську вищу школу. У 1956 році їй присвоєно ім'я Героїв Вестерплатте. Спочаткуу структурі школи працювало 4 факультети: навігація та зв'язок, військово-морська зброя, технічний та заочний. У 1956 році заочний факультет ліквідовано, а в 1957 році решта перетворені на морський і технічний факультети. У 1974-1975 роках підняті прапори на великому навчальному кораблі «ORP Wodnik» та трьох шкільних катерах: «OORP Podchorąży», «Kadet» та «Elew». У 1976 році «ORP Gryf» замінив підрозділ «ORP Zetempowiec». Після включення «ORP Gryf» всі навчальні кораблі були організовані в групу гавчальних кораблів.
17 липня 1987 року Сейм Польської Народної Республіки ухвалив Закон про трансформацію морської вищої школи у Військово-морську академію, внаслідок чого вона реорганізована у Військово-морську академію імені Героїв Вестерплатте. Створення Військово-морської академії уніфікувало назву зі статусом університету. Спочатку вона перейняла структуру та систему освіти свого попередника. Наприкінці 1990-х років на військових факультетах було введено магістерське навчання, відкриті цивільні студії: навігація, механіка, міжнародні відносини та педагогіка. У 1994 році групу навчальних кораблів ліквідовано, а судна були передані ескадрону навчально-дослідних кораблів 3 флотилійських військових кораблів у Гдині. У 2002 році школу військово-морського флоту було закрито. Інститут командування та штабу був реорганізований у відділ командування та управління, після чого — відділ командування та військово-морських операцій, який отримав можливість присвоєння наукових ступенів у галузі військової науки. Після створення факультету командування та морських операцій було створено Інститут суспільних наук (у 2008 році перетворений на Факультет гуманітарних та соціальних наук).
Інтернаціоналізація університету прогресує з 2015 року, значно збільшився міжнародний обмін студентами та викладачами, включаючи військові групи студентів з Катару, Кувейту та Саудівської Аравії з 2016 року.

## Структура

### Штаб Військово-морської академії
- Відділ судноплавства та корабельного озброєння
  - Інститут навігації та морської гідрографії
  - Інститут корабельного озброєння та інформатики
  - Кафедра гідроакустики
  - Відділ експлуатації водного корабля
- Факультет машинобудування та електротехніки
  - Інститут суднобудування та експлуатації
  - Інститут електротехніки та суднової автоматики
  - Кафедра математики та фізики
  - Кафедра технології підводних робіт
- Департамент командування та морських операцій
  - Інститут морських операцій
  - Інститут національної безпеки
  - Інститут громадської безпеки
- Факультет гуманітарних та соціальних наук
  - Інститут міжнародних відносин
  - Інститут педагогіки
  - Кафедра мариністики
- Загальні дослідження
- Загальне військове навчання
- Центр іноземних мов
- Навчальний центр AMW
- Центр вдосконалення курсу
- Відділ навчання
- Науковий відділ
- Відділення безпеки
- Квестура
- Головна бібліотека імені Леха Качинського[4].